# Himantura astra
Himantura astra är en rockeart som beskrevs av Last, Manjaji-Matsumoto och Pogonoski 2008. Himantura astra ingår i släktet Himantura och familjen spjutrockor. IUCN kategoriserar arten globalt som livskraftig. Inga underarter finns listade i Catalogue of Life.